# Dioscorea coriacea
Dioscorea coriacea là một loài thực vật có hoa trong họ Dioscoreaceae. Loài này được Humb. & Bonpl. ex Willd. mô tả khoa học đầu tiên năm 1806.